# مسجد ومدرسة أم السلطان شعبان
مدرسة أم السلطان شعبان، هي عبارة مدرسة ومسجد، بنيت في العصر المملوكي، سنة 770هـ - 1368م. بشارع باب الوزير في القاهرة بمصر.

## التخطيط
تضم واجهة مدرسة أم السلطان شعبان حوض مياه لسقاية الحيوان، ويعلوه كتاب، ويتقدمها المدخل الرئيسي، ثم السبيل، فملحقات بالمدرسة؛ فالمئذنة. وتحتوي الواجهة الشرقية على قبتين. وللمدرسة بوابة رائعة محلاة بالمقرنصات، وتقود إلى ممر مربع. ويتوسط المدرسة صحن مفتوح محاط بأربعة إيوانات. ويتميز إيوان القبلة الذي هو في اتجاه قبلة الصلاة بسقفه المـحلى بأشكال زرقاء مذهبة. أبعاد المدرسة هي: العرض 40م - الطول 65م